# Jornada del Muerto

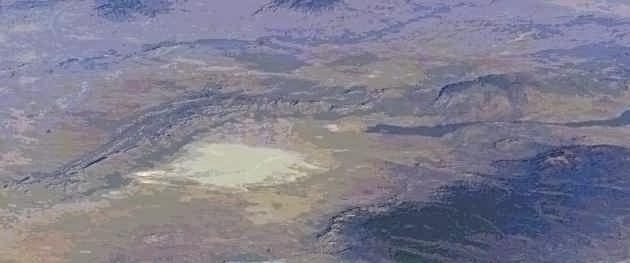
La Jornada del Muerto corrisponde alla parte superiore dell'immagine, orientata con la punta verso nordovest. Nella parte bassa dell'immagine è visibile la bianca depressione del Bacino del Tularosa.

La Jornada del Muerto (in spagnolo viaggio del morto o strada del morto) è il nome dato originariamente dai conquistatori spagnoli al tratto di strada di circa 160 km che attraversava il bacino endoreico del deserto della Jornada del Muerto, situato nello stato del Nuovo Messico, negli Stati Uniti d'America.
La pista si dirigeva verso nord partendo dalla regione centrale della colonia allora chiamata Vicereame della Nuova Spagna e corrispondente all'odierno Messico, e si spingeva fino ai confini settentrionali del Vicereame nella provincia di Santa Fe de Nuevo México. La strada divenne in seguito una sezione del lungo Camino Real de Tierra Adentro.

## Caratteristiche
L'ecoregione del deserto della Jornada del Muerto è un'ampia striscia di territorio piatto e arido, lunga 160 km da nord a sud. Il deserto si estende tra i Monti Oscura e la Sierra de San Andrés a est, la Sierra de Fray Cristóbal e la Sierra del Caballo a ovest. A ovest le montagne bloccano l'accesso al Rio Grande, la più estesa e costante fonte di acqua della regione.
Il deserto della Jornada del Muerto è tuttora praticamente disabitato e privo di sviluppo. A est della parte più meridionale del deserto è stata piantata la stazione scientifica Jornada Basin LTER, che svolge studi sull'ecologia del deserto, la gestione del territorio, la fisiologia delle piante della locale flora e altri argomento correlati.
Il 16 luglio 1945 presso il Trinity Nuclear Test Range, fu fatta esplodere la prima bomba atomica della storia.